# Sokoliwka (rejon niżyński)
Sokoliwka (ukr. Соколівка) – wieś na Ukrainie, w obwodzie czernihowskim, w rejonie niżyńskim, w hromadzie Nowa Basań. W 2001 liczyła 188 mieszkańców.